# 藍理
藍理（1647年—1719年），字義山，畬族，福建漳浦赤岭人，清朝初年水師將領。

## 生平
藍理自幼習武，身手矯捷，力大無比。 康熙二十一年，福建水師提督施琅征台，知藍理英勇，奏署右營遊擊領舟師。施琅以藍理為前鋒，弟藍瑤、藍瑗、藍珠一同從軍。 鄭克塽遣劉國軒守澎湖，令曾遂等率眾數萬迎敵。藍理督兵迎戰，受傷腹破腸流，藍理不顧傷痛，令族人將腸捧回腹內，堅持指揮。臺灣平定後，敘功，仍授參將，加左都督，康熙帝贊其「勇壯無敵」。
未幾，丁父憂。二十六年，授陝西神木營副將。不久，擢宣化鎮總兵，掛鎮朔將軍印。二十九年，移定海鎮總兵。四十二年，復移天津鎮總兵。四十五年，擢福建陸路提督。四十七年，丁母憂，命在任守制。五十四年，賜總兵銜，從都統穆爾賽協理北路軍務。五十七年，以病回京。五十八年，卒。

## 延伸阅读
[在维基数据编辑]
 《清史稿/卷261》，出自趙爾巽《清史稿》
 《清史稿/卷261》